# Ferdinando Gandolfi
Ferdinando Gandolfi (* 5. Januar 1967 in Genua) ist ein ehemaliger italienischer Wasserballspieler. 
Gandolfi spielte bis 1992 für Circolo Canottieri Napoli und dann von 1992 bis 1997 für den ebenfalls neapolitanischen Verein Circolo Nautico Posillipo, dort war er an vier Meisterschaftsgewinnen von 1993 bis 1996 beteiligt.
Bei den Olympischen Spielen 1992 in Barcelona gewann Gandolfi mit der italienischen Nationalmannschaft die Goldmedaille. 1993 gewann die italienische Mannschaft den Weltcup und den Europameistertitel, 1994 folgte der Weltmeistertitel.